# Temple de la renommée du hockey
 (juillet 2018).
Pour les articles homonymes, voir Temple de la renommée.
Le Temple de la renommée du hockey (Hockey Hall of Fame en anglais), qui fait également office de musée, est localisé à Toronto, dans la province de l'Ontario, au Canada. La première série de joueurs de hockey sur glace est admise au temple en 1945 sans que l'institution ne possède d'emplacement fixe. En 1961, un premier édifice est construit et, trente ans plus tard, un second bâtiment, au 30, rue Yonge, à Toronto, Place Brookfield. Cet édifice est le lieu d'exposition des trophées de la Ligue nationale de hockey (LNH).

## Historique
L'idée de construire un temple de la renommée pour honorer les plus grands joueurs de hockey a commencé à gagner en popularité au début des années quarante. Le baseball avait ouvert ses portes à un tel temple pour honorer ses joueurs à Cooperstown, New York, en 1939. Le Capitaine James T. Sutherland, un résident de Kingston en Ontario, et un ancien président de l'Association canadienne de hockey amateur (ACHA), commença à ébruiter l'idée d'un pareil mouvement pour une version au hockey.
Sutherland croyait et avait longtemps prêché que la ville de Kingston était la ville où était né le hockey. Le résultat fut que le nouveau temple de la renommée eut comme lieu de fondation cette ville et vit le jour le 10 septembre 1943, en affiliation avec l'ACHA et la LNH. Le maire de Kingston Stuart Crawford en fut le premier président. Les premiers membres qui y furent intronisés dans la catégorie Joueurs l'ont été dès le 30 avril 1945 et ces joueurs sont Hobart Baker, Charles Gardiner, Edward Gerard, Francis McGee, Howard Morenz, Thomas Phillips, Harvey Pulford, William Stuart et Georges Vézina. À titre de Bâtisseurs sont intronisés Sir Montagu Allan, ainsi que le donateur de la Coupe Stanley en 1893, Lord Frederick Stanley. Le premier curateur du musée est Bobby Hewitson, un arbitre qui a œuvré pendant dix ans dans la LNH. Puis suivirent d'autres intronisations de joueurs et bâtisseurs en reconnaissance de leurs contributions en 1947, 1949, 1950 et 1952.
En 1958, toujours sans bâtiment ayant pignon sur rue en raison des délais de construction dus aux coûts augmentant de plus en plus, le président de la LNH Clarence Campbell déménagea le site du temple de Kingston à Toronto. Cette même année vit d'autres intronisations dont les joueurs Francis Clancy et James Irvin ainsi que les bâtisseurs Francis Patrick et Constantine Smythe. C'est à cause des efforts de Smythe que la construction du temple vint à porter ses fruits et en 1961 un musée naquit sur le terrain de l'Exposition nationale canadienne de Toronto. C'est le premier ministre John Diefenbaker, qui présida la cérémonie d'ouverture du Temple de la renommée du hockey le 26 août 1961. On enregistra lors de sa première année d'opération plus de 750 000 visiteurs.
Plus tard le Temple de la renommée du hockey déménagea à la place qu'il occupe actuellement à la Place Brookfield de Toronto en 1993. Situé au coin des rues Yonge et Front, ce bâtiment qui était l'ancien siège social de la Banque de Montréal détient et expose les plus précieuses pièces et collections qui ont marqué les parties de la LNH. Il est à noter que Kingston a son propre nouveau temple de la renommée du hockey depuis 1965, aujourd'hui appelé le Original Hockey Hall of Fame and Museum.

## Admission
Pour être admis au Temple de la renommée, le dossier de chaque pétitionnaire devra passer devant dix-huit membres du comité et recevoir au moins les trois-quarts des votes (quinze membres). Chaque année, sont admis au maximum :
- cinq joueurs,
- deux joueuses,
- deux bâtisseurs. Cette catégorie correspond aux personnes qui ne jouent pas directement au hockey mais ont un impact significatif sur le hockey. Il peut s’agir d’entraîneurs, de présidents, de propriétaires de franchises ou encore de personnalités des médias.
- un officiel (arbitre ou juge de ligne).

Pour les joueurs, l’arbitre ou juge de ligne, la personne doit avoir pris sa retraite de sa carrière en glace depuis au moins trois ans. Dans le passé, il y a eu des exceptions pour les joueurs dotés d’un talent exceptionnel qui, selon le comité, méritaient d’être intronisés avant les trois années réglementaires. Cela a été le cas pour dix joueurs :
- Aubrey Clapper : 1947
- Maurice Richard : 1961
- Robert Lindsay : 1966
- Leonard Kelly : 1969
- Terrance Sawchuk : 1971
- Jean Béliveau : 1972
- Gordon Howe : 1972
- Robert Orr : 1979
- Mario Lemieux : 1997
- Wayne Gretzky : 1999

Après l'admission de Gretzky, il fut annoncé que dans le futur aucune autre admission anticipée ne serait plus jamais réalisée. Lafleur, Howe et Lemieux sont les seuls joueurs de l'histoire à être revenus au jeu alors qu'ils avaient été admis au Temple de la renommée.

## Les membres

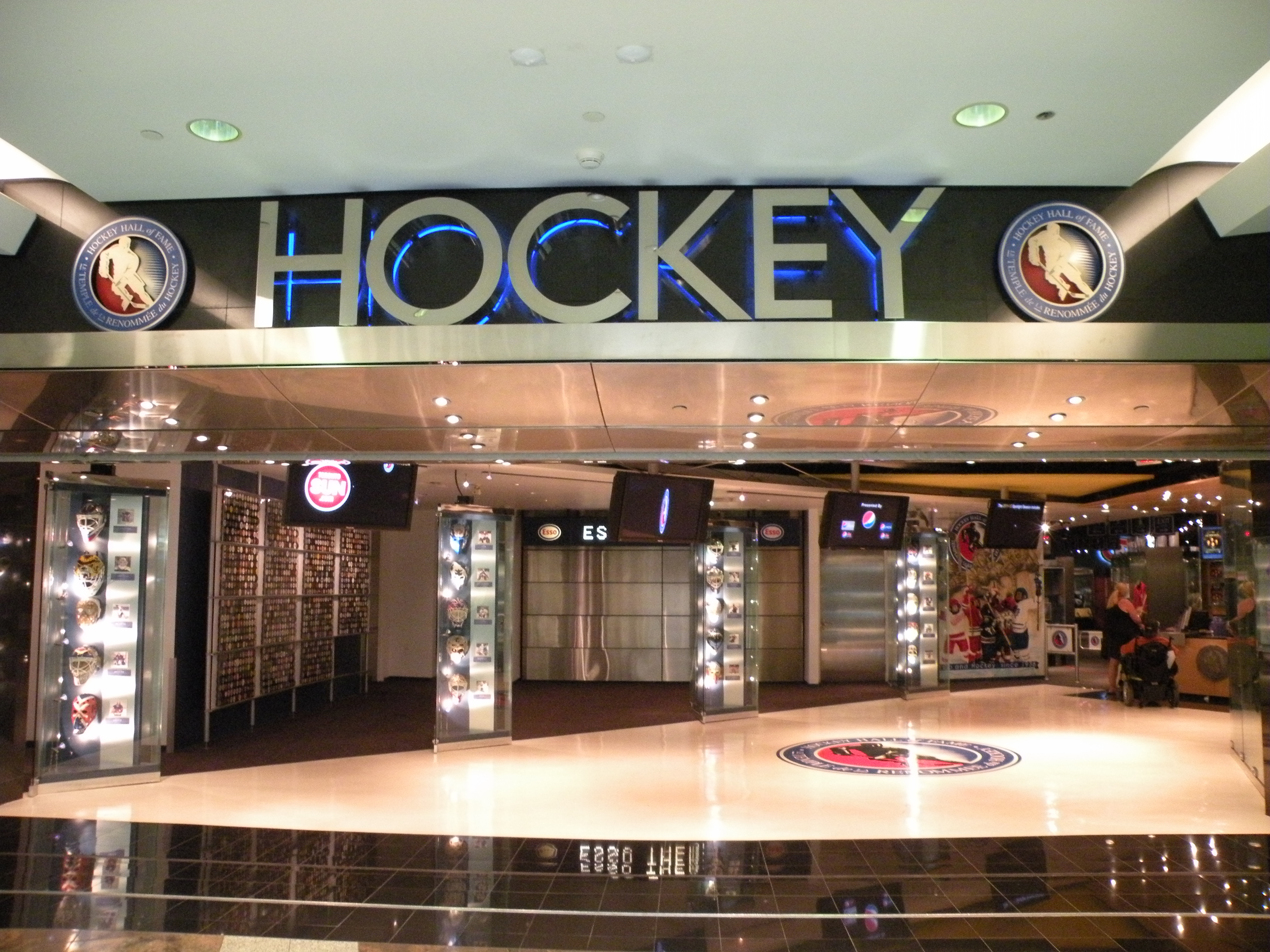
Le foyer du Temple de la renommée du hockey.

La majorité des membres du temple de la renommée du hockey est d'origine canadienne même si toutes les nationalités peuvent en faire partie. En 2019, seuls 37 joueurs/euses sont d'origine non-canadienne :
- Australie : Thomas Dunderdale
- Angleterre : Joseph Hall
- Belgique : Paul Loicq
- Écosse : Charles Gardiner
- États-Unis : Hobart Baker, Francis Brimsek, Harry Burch, Chris Chelios, Frank Goheen, Silas Griffis, Phillip Housley, Brett Hull, Patrick LaFontaine, Brian Leetch, Michael Modano, Joseph Mullen et Angela Ruggiero
- Finlande : Jari Kurri et Teemu Selänne
- Irlande du Nord : Geraldine Heaney
- Tchéquie : Dominik Hašek
- Russie : Pavel Boure, Sergueï Fiodorov, Viatcheslav Fetissov, Aleksandr Iakouchev, Valeri Kharlamov, Sergueï Makarov, Vladislav Tretiak et Sergueï Zoubov
- Slovaquie : Stanley Mikita et Peter Šťastný
- Suède : Peter Forsberg, Nicklas Lidström, Börje Salming et Mats Sundin
- Taipei chinois : Rodney Langway
- Tchécoslovaquie : Václav Nedomanský

## Membres du comité

Les membres du comité sont :
- John Davidson (en) (président)
- James Gregory (coprésident)
- Scott Bowman
- David Branch (en)
- Brian Burke
- Colin Campbell (en)
- Robert Clarke
- Marc de Foy (en)
- Eric Duhatschek (en)
- Michael Farber (en)
- Ronald Francis
- Michael Gartner
- Anders Hedberg
- Jari Kurri
- Igor Larionov
- Lanny McDonald
- Robert McKenzie (en)
- David Poile
- Luc Robitaille
- Peter Šťastný